# Glenbeulah
Glenbeulah és una població dels Estats Units a l'estat de Wisconsin. Segons el cens del 2000 tenia 378 habitants.

## Demografia
Segons el cens del 2000, Glenbeulah tenia 378 habitants, 153 habitatges, i 108 famílies. La densitat de població era de 217,8 habitants per km².
Dels 153 habitatges en un 33,3% hi vivien nens de menys de 18 anys, en un 61,4% hi vivien parelles casades, en un 6,5% dones solteres, i en un 29,4% no eren unitats familiars. En el 22,9% dels habitatges hi vivien persones soles el 7,8% de les quals corresponia a persones de 65 anys o més que vivien soles. El nombre mitjà de persones vivint en cada habitatge era de 2,47 i el nombre mitjà de persones que vivien en cada família era de 2,97.
Per edats la població es repartia de la següent manera: un 24,1% tenia menys de 18 anys, un 7,1% entre 18 i 24, un 33,6% entre 25 i 44, un 22,8% de 45 a 60 i un 12,4% 65 anys o més.
L'edat mediana era de 37 anys. Per cada 100 dones de 18 o més anys hi havia 99,3 homes.
La renda mediana per habitatge era de 42.656 $ i la renda mediana per família de 47.045 $. Els homes tenien una renda mediana de 32.411 $ mentre que les dones 20.568 $. La renda per capita de la població era de 17.240 $. Cap de les famílies i l'1,9% de la població estaven per davall del llindar de pobresa.

## Poblacions més properes
El següent diagrama mostra les poblacions més properes.